# Porfyrus van Antiochië
Porfyrus was patriarch van Antiochië van 404 tot 413/414.

## Context
Porfyrus profiteerde van het tumult rond de afzetting van Johannes Chrysostomus, patriarch van Constantinopel tijdens de Synode van de Eik in 403 en de dood van zijn voorganger Flavianus in 404. Hij slaagde de gedoodverfde kandidaat Constantius,  vriend van Chrysostomus, in discrediet te brengen en het ambt zelf toe te eigenen. Zijn tegenstanders hadden geen goed woord voor hem.